# Borgia (seriál)
Borgia je historický televizní seriál o rodině Borgiů, natáčený v Česku ve francouzsko-německo-česko-italské koprodukci. Premiérově byl uveden v letech 2011–2014. První řadu vysílala v Česku TV Barrandov v roce 2012, druhá a třetí řada byly uvedeny v originálním anglickém znění na stanici Epic Drama v roce 2018.

## Příběh
Seriál popisuje vzestup a následnou dominanci italské rodiny Borgiů v papežském státě na přelomu 15. a 16. století.

## Obsazení

### Hlavní role
| John Doman      | kardinál Rodrigo Borgia / papež Alexandr VI.     |
| Mark Ryder      | kardinál Cesare Borgia                           |
| Stanley Weber   | Juan Borgia (1. řada, jako host ve 2. a 3. řadě) |
| Isolda Dychauk  | Lucrezia Borgia, Rodrigova dcera                 |
| Marta Gastini   | Giulia Farnese                                   |
| Diarmuid Noyes  | kardinál Alessandro Farnese                      |
| Art Malik       | Francesc Gacet, Rodrigův tajemník                |
| Assumpta Serna  | Vannozza Cattanei                                |
| Christian McKay | kardinál Ascanio Sforza (1.–2. řada)             |
| Dejan Čukić     | kardinál Giuliano della Rovere                   |
| Scott Winters   | kardinál Raffaele Riario                         |

### Čeští herci v seriálu
Z českých herců a hereček si v seriálu zahráli zejména tito:
| Karel Dobrý       | kardinál Giovanni Colonna         |
| Miroslav Táborský | kardinál Gianbattista Orsini      |
| Adam Mišík        | Goffredo Borgia                   |
| Jiří Mádl         | Francesco Ramolini                |
| Erika Guntherová  | matka představená                 |
| Tereza Voříšková  | Fiametta Michaelis                |
| Jiří Ornest       | Ardicino Della Porta              |
| Matěj Stropnický  | Don Gaspar de Procida             |
| Eliška Křenková   | Sancia Squillace                  |
| Petr Vaněk        | Miguel de Corella                 |
| Josef Jelínek     | kardinál Federico Sanseverino     |
| Josef Badalec     | kardinál Pedro Luis Borgia Lanzol |

## Produkce
První řada seriálu byla natáčena od října 2010 ve studiích na Barrandově a v českých lokacích: v Martinickém paláci v Praze, na hradech Točník a Křivoklát, v zámku v Telči a na dalších místech. Natáčení bylo plánováno na 120 dní. Na Barrandově byly postaveny kulisy pro Sixtinskou kapli, Svatopetrské náměstí, papežovu ložnici a knihovnu v Apoštolském paláci nebo ulici v Pise.
Druhá řada seriálu byla natáčena mimo jiné v dubnu 2012 na hradě Švihov.
Na seriálu spolupracoval český profesionální choreograf a šermíř Petr Nůsek.